# بروس مارتين
بروس مارتين (بالإنجليزية: Bruce Martyn)‏ هو صحفي رياضي أمريكي، ولد في 1930.